# Eudorella parvula
Eudorella parvula is een zeekommasoort uit de familie van de Leuconidae. De wetenschappelijke naam van de soort is voor het eerst geldig gepubliceerd in 1920 door Hansen.